# Svetlana Mojsov
Svetlana Mojsov (mazedonisch Светлана Мојсов; geboren am 8. Dezember 1947 in Skopje, SR Mazedonien, SFR Jugoslawien) ist eine US-amerikanisch-mazedonische Biochemikerin. Sie trug wesentlich zur Erforschung des Glucagon-like Peptide 1 (GLP-1), dessen Rolle im Glucosestoffwechsel und bei der Insulinsekretion bei. Die inzwischen mehrfach ausgezeichnete Wissenschaftlerin musste jahrelang auf die Anerkennung ihrer Leistungen warten, obwohl ihre Forschungsarbeit grundlegende Bedeutung für die Entwicklung von Blockbuster-Medikamenten gegen Diabetes und Adipositas hatte.

## Werdegang
Die im damaligen Jugoslawien geborene Svetlana Mojsov ist die Tochter der Slavistin Ljiljana Jankov und des Politikers und Diplomaten Lazar Mojsov, der u. a. Außenminister Jugoslawiens und 1977/1978 Präsident der 32. Generalversammlung der Vereinten Nationen war.
Nach einem abgeschlossenen Studium in physikalischer Chemie an der Universität Belgrad ging Mojsov 1972 in die USA, wo sie in New York an einem Graduiertenprogramm der Rockefeller University teilnahm. Sie begann in der Diabetes-Forschung im Arbeitskreis des späteren Nobelpreisträgers Robert Bruce Merrifield zu arbeiten. Dieser hatte eine Methode zur Festphasensynthese von Proteinen und Peptiden entwickelt, die später nach ihm benannt wurde. Mojsov konzentrierte sich in ihrer Forschung vor allem auf Glucagon, ein Peptidhormon, das in der Bauchspeicheldrüse gebildet wird und den Blutzuckerspiegel reguliert. Um die Frage zu klären, ob eine Unterdrückung von Glucagon zur Behandlung von Typ-2-Diabetes eingesetzt werden könnte, wurden Glucagon-Analoga benötigt, um die Biologie von Glucagon zu untersuchen. Obwohl es bis dahin niemandem gelungen war, Merrifields Synthesemethode erfolgreich auf Glucagon anzuwenden, wählte Mojsov die Synthese von Glucagon als Thema für ihre Dissertation, da sie an einer Arbeit mit medizinischer Anwendung interessiert war, und wurde von Merrifield in dieser Themenwahl unterstützt. Über ihre Arbeiten zur Syntheseentwicklung von Glucagon schrieb sie ihre Dissertation. Nach ihrer Promotion 1978 blieb sie noch mehrere Jahre als Postdoktorandin an der Rockefeller University, um weiter an der Synthese von Glucagon zu arbeiten, und veröffentlichte 1981 zusammen mit Merrifield ihre Arbeit über die erfolgreiche Synthese von kristallinem Glucagon. Weitere gemeinsame Publikationen zur Glucagon-Synthese folgten.

## Forschung und Karriere
Als ihr Ehemann, der Immunologe Michel C. Nussenzweig, Anfang der 1980er Jahre eine Stelle am Massachusetts General Hospital (MGH) bekam, wechselte Mojsov 1983 ebenfalls nach Boston, wo sie am MGH zur Direktorin der HHMI Peptid-Synthese-Einrichtung ernannt wurde. Außerdem unterrichtete sie auch an der Harvard Medical School. Ihre Forschung richtete sie nun auf das Glucagon-like Peptide 1 (GLP-1), ein Hormon, das im Darm gebildet wird und die Insulinausschüttung auslöst. Aufgrund der Ähnlichkeit mit Glucagon und der Art und Weise, wie biologisch aktives Glucagon produziert wird, stellte sie die Hypothese auf, dass ein Abschnitt von 31 Aminosäuren zwischen den Stellen 7 bis 37 innerhalb des größeren GLP-1-Peptids ein Inkretin sein könnte. Um ihre Hypothese bestätigen zu können, stellte Mojsov GLP-1 her, das sie Kaninchen injizierte, um Antikörper zu produzieren, mit deren Hilfe sie die biologisch aktive Struktur nachweisen konnte.
Ebenfalls am HGM erforschte zur selben Zeit Joel F. Habener die Biologie von GLP-1 gemeinsam mit seinem Team, zu dem 1984 der Endokrinologe Daniel J. Drucker stieß. Dieser sollte herausfinden, welche Zelltypen das Peptid produzieren können. Er nahm auf Anregung von Habener Kontakt mit Svetlana Mojsov auf, um eine Zusammenarbeit vorzuschlagen. In der Folge arbeitete sie mit einigen Mitgliedern von Habeners Arbeitsgruppe zusammen, um unter Anwendung der von ihr entwickelten Nachweismethoden unterschiedliche Abschnitte von GLP-1 in Rattengewebe zu untersuchen.
Um die Frage zu klären, ob die 7-37-Form von GLP-1 tatsächlich die Insulinausschüttung in der Bauchspeicheldrüse auslösen konnte, führte Drucker unter Verwendung des von Mojsov synthetisierten GLP-1 eine Studie durch, die bestätigte, dass GLP-1 die Insulinsekretion in einer Inselzelllinie der Rattenpankreas anregte. Eine weitere Untersuchung nutzte ein von Gordon Weir vom Joslin Diabetes Center entwickeltes Rattenpankreas-Modell, mit dem gezeigt werden konnte, dass der Effekt auch im ganzen Organ auftrat. Damit war Mojsovs Hypothese bestätigt.
Als ihr Mann 1990 eine vielversprechende Stelle an der Rockefeller University angeboten bekam, gingen beide zurück nach New York. In dieser Zeit hatten sie zwei kleine Kinder und Mojsov musste diese nun mit ihrer Karriere unter einen Hut bringen. Sie arbeitete als Assistenzprofessorin bis zu dessen Tod bei dem Immunologen Ralph M. Steinman, der ebenso wie ihr früherer Mentor Merrifield später mit dem Nobel-Preis ausgezeichnet wurde. Ihre Forschung richtete sie nun auf die Untersuchung der Biologie von GLP-1 und Glucagon bei Säugetieren und Fischen aus einer evolutionsbiologischen Perspektive aus. Besonders erfüllend fand sie nach eigener Aussage auch die Betreuung und Zusammenarbeit mit Nachwuchswissenschaftlerinnen.

### Patente
Erst 1996 fand Svetlana Mojsov heraus, dass seit ihrem Weggang aus Boston mehrere Patente für Erfindungen, an denen sie beteiligt war, erteilt worden waren. Allerdings hatte die Patentabteilung des MGH als einzigen Erfinder Joel Habener angegeben. Mojsov war schockiert, da sie davon ausgegangen war, dass ihr Beitrag zu den Forschungsergebnissen aus den Unterlagen und Publikationen klar abzulesen und offensichtlich war. Erst mit anwaltlicher Hilfe wurde sie nach jahrelangen Verfahren an vier Patenten beteiligt.

### Öffentliche Anerkennung
Die GLP-1-Forschung legte den Grundstein für die Entwicklung von Inkretinmimetika (GLP-1-Agonisten), von denen das erste im Jahr 2006 zugelassen wurde. Das MGH hatte die Patente zur Verwertung an die dänische Firma Novo Nordisk veräußert, die auf deren Basis u. a. Semaglutid entwickelte, das unter dem Handelsnamen Ozempic zur Behandlung von Typ-2-Diabetes vermarktet wird und außerdem unter dem Namen Wegovy als „Abnehmspritze“ zur Behandlung von Adipositas breite Bekanntheit erlangte. Die große Nachfrage nach den beiden Präparaten machten Novo Nordisk zum wertvollsten europäischen Unternehmen (Stand 2024). Die Zeitschrift Science bewertete die Entwicklung von GLP-1-Agonisten als „Breakthrough of the Year 2023“ (Durchbruch des Jahres 2023).
Ab 2017 wurden bedeutende Wissenschaftspreise an GLP-1-Forscher verliehen, allerdings fielen der Harrington Prize for Innovation in Medicine, der Warren Alpert Foundation Prize und der Canada Gairdner International Award ausschließlich jeweils an die drei Wissenschaftler Joel F. Habener, Daniel J. Drucker und den Dänen Jens Juul Holst. Die fehlende Anerkennung bewegte Svetlana Mojsov dazu, sich zu ihrem eigenen Beitrag zu äußern, und sie brachte Zeitschriften wie Science und Cell dazu, ihre Berichte über die Geschichte der Entdeckung von GLP-1 zu überarbeiten, um ihre Rolle besser widerzuspiegeln. In Cell wurde im Sommer 2021 ein Update veröffentlicht, das Korrekturen zu einem drei Monate zuvor erschienenen Artikel und eine Entschuldigung des Autors enthielt, und Science brachte im Herbst 2023 ein ausführliches Porträt von Mojsov. Nature korrigierte kurz darauf einen im Januar 2023 erschienenen Artikel und schrieb der Wissenschaftlerin eine Schlüsselrolle bei der Entdeckung und Charakterisierung von GLP-1 zu.
Erst ab 2023 erhielt auch Svetlana Mojsov mehrere bedeutende Auszeichnungen.

## Auszeichnungen
- 2023: VinFuture Preis in der Kategorie „Innovators With Outstanding Achievements In Emerging Fields“ (Innovatoren mit herausragenden Leistungen in zukunftsweisenden Bereichen).[23]
- 2023: Ausgezeichnet als eine von Nature’s 10 Personen, die die Wissenschaft im Jahr 2023 mitgeprägt haben.[24]
- 2024: Pearl Meister Greengard Prize für herausragende Frauen in der Biomedizin.
- 2024: Das US-Nachrichtenmagazin Time nahm Svetlana Mojsov in seine Liste der 100 einflussreichsten Persönlichkeiten des Jahres auf.[25]
- 2024: Nennung auf der erstmals herausgegebenen Liste Time 100 Health[26]
- 2024: Prinzessin-von-Asturien-Preis in der Kategorie „Wissenschaftliche und Technische Forschung“.[1][27]
- 2024: Tang Prize in der Kategorie „Biopharmazeutische Forschung“[28]
- 2024: Lasker~DeBakey Clinical Medical Research Award
- 2024: BBVA Frontiers of Knowledge Award
- 2025: Warren Triennal Prize[29]
- 2025: Breakthrough Prize in Life Sciences
- 2025: Mitglied der National Academy of Sciences
- 2025: Distinguished Medical Science Award verliehen durch Friends of the National Library of Medicine[30]